# شهرستان تری (تگزاس)
شهرستان تری، تگزاس (به انگلیسی: Terry County, Texas) یک سکونتگاه مسکونی در ایالات متحده آمریکا است که در تگزاس واقع شده‌است.

## خصوصیات
شهرستان تری ۲٬۳۰۷٫۶۹ کیلومترمربع مساحت دارد.